# Хоммель, Фриц
Фриц Хоммель  (1854—1936) — немецкий востоковед и историк; профессор Мюнхенского университета. Им впервые была предложена гипотетическая алародийская языковая семья.

## Биография
Фриц Хоммель родился 31 июля 1854 года в городе Ансбахе в еврейской семье (впоследствии принял христианство). Высшее образование получил в Лейпцигском университете на кафедре Фридриха Делича.
Вскоре после окончания учёбы занял должность профессора в университете Мюнхена. Согласно «Еврейской энциклопедии Брокгауза и Ефрона» уже в конце XIX — начале XX века, «необыкновенно продуктивная и разносторонняя деятельность Г. стяжала ему заслуженную известность в ученом мире как крупного исследователя, которому история древнего классического Востока обязана рядом открытий».
По своим взглядам Фриц Хоммель занимал положение между школой ассириологов — учеников Эберхарда Шрадера, и школой Эд. Мейера и германских египтологов с Адольфом Эрманом во главе. Являясь решительным противником так называемой «высшей библейской критики» и резко осуждая попытку её представителей определить с мельчайшей точностью источники, существование которых не доказано, Хоммель в то же время сам доходит до чрезвычайно смелых и рискованных лингвистических построений и аналогий.
Хоммель был решительным противником теории происхождения Священнического кодекса после Вавилонского плена. По его мнению, этот кодекс был известен не только Иезекиилю, но и более ранним пророкам. На русском языке, ещё при жизни автора, была издана «История Древнего Востока» Хоммеля (перевод Г. Г. Генкеля, СПб., 1905).
Фриц Хоммель умер 17 апреля 1936 года в городе Мюнхене.

## Научная деятельность
Важнейшие труды Хоммеля: «Der babylonische Ursprung der ägyptischen Kultur», 1892, где впервые указывается на египетско-вавилонские аналогии в быте, искусстве и религии; «Geschichte Babyloniens Assyriens», — 1885—1889, в многотомной серии В. Онкена (обширный труд, где соединяются строгая научность с доступностью изложения); «Grundriss der Geographie und Geschichte des Alten Orients», в сборнике Ивана Мюллера, III, Ι, 1904; «Hethiter und Skythen und das erste Auftreten der Iranier in der Geschichte» (Věstnik Ceske Společnosti Nauk, 1899; здесь Хоммель на основании найденных им арийских заимствований в шумерском и эламском языках усматривает влияние арийцев уже на заре исторической жизни Передней Азии); «Geographie Vorder-Asiens и Nord-Afrikas» (родство алародской расы с ливийцами и басками); «Die sumero-akkadische Sprache und ihre Verwandschaftsverhältnisse» (в Z. f. Keilschriftforschung, 1884 и отдельно), где, основываясь на отличительных признаках шумерского языка, Хоммель считает шумеров туранским племенем; «Die neueren Resultate der sumerischen Forschung», в Z. D. M. G., XXXII. В своей последней работе «Zweihundert sumero-türkische Wortvergleichungen als Grundlage zu einem neuen Kapitel der Sprachwissenschaft» ( «Сравнение двести шумеро-турецких слов как основа для новой главы в языкознании») 1915 года, он привел 200 шумеро-турецких параллелей, придя к выводу о тюркском происхождении шумерского языка.
Особенного внимания заслуживают исследования Фрица Хоммеля о южно-арабских надписях, где, сравнивая собственные имена лиц с именами вавилонских царей первой династии, он приходит к заключению о своеобразной возвышенности религиозных представлений среди семитов конца III тысячелетия и независимости их от языческих культов вавилонских и других религиозных центров.

## Избранная библиография
- Die äthiopische Übersetzung des Physiologus. 1877.
- Zwei Jagdinschriften Asurbanipals. 1879.
- Die semitischen Völker und Sprachen. 1883.
- Die älteste arabische Barlaam-Version. 1887.
- Abriß der Geschichte des alten Orients. 1887.
- Geschichte Babyloniens und Assyriens. 1885.
- Der babylonische Ursprung der ägyptischen Kultur. 1892.
- Aufsätze und Abhandlungen arabistisch-semitologischen Inhalts. 1892–1901.
- Südarabische Chrestomathie. 1893.
- Sumerische Lesestücke.1894.
- Die altisraelische Überlieferung in inschriftlicher Beleuchtung. 1896.
- Geschichte des alten Morgenlandes. 1904.
- Der Gestirndienst der alten Araber und die altisraelische Überlieferung. 1900.
- Vier neue arabische Landschaftsnamen im Alten Testament. 1901.
- Zweihundert sumero-türkische Wortvergleichungen als Grundlage zu einem neuen Kapitel der Sprachwissenschaft. 1915.